# عبد الرحيم البرعي (شاعر)
عَبْدُ اَلرَّحِيمِ بْنُ أَحْمَدَ بْنِ عَلِيٍّ اَلْبُرَعِيُّ اَلْيَمَانِي: شاعرٌ مُفْلِق (أي: مُبْدِع)، أديب، يمني، من العصر الرسولي، من سكان بُرَع، وهو جبل من جبال تِهامة، مما يلي اليمن. وُلد وعاش في قرية من ذلك الجبل تدعى النيابتين، هي اليوم من محافظة الحديدة. من آثاره: ديوان شعرٍ أكثره في المدائح النبوية.
وله مقام عظيم ببلده، وذرية صالحة، فكان يقطن مِنطقة بُرَع بطن من حمير ينسب إليه رجال جلهم من أهل القرنين الثامن والتاسع كعلي بن أبي شيخ القراء بالمن في زمن الجزري (طبقات القراء).